# Rubus longii
Rubus longii är en rosväxtart som beskrevs av Merritt Lyndon Fernald. Rubus longii ingår i släktet rubusar, och familjen rosväxter. Inga underarter finns listade i Catalogue of Life.